# Listă de litere arabe
Limba arabă (اللغة العربية al-luġatu al-‘arabiyya) este cea mai mare subramură, ca număr de vorbitori, aflată în uz, din cadrul familiei de limbi semitice. Clasificată ca semitică centrală, aceasta este înrudită îndeaproape cu akkadiana, ebraica, aramaica, siriaca, cananeana, feniciana, limbile etiopiene (gheeză, tigrină, tigri, amhară) etc. 
În momentul de față, araba este limba oficială în Algeria, Arabia Saudită, Bahrain, Comore (alături de alte limbi), Djibuti, Egipt, Emiratele Arabe Unite, Iordania, Irak, Kuweit, Liban, Libia, Maroc, Mauritania, Oman, Palestina, Qatar, Siria, Somalia (alături de somaleză), Sudan, Tunisia, Yemen. Pe lângă araba literară, oficială, peste tot, în comunitățile arabe, sunt folosite, în viața de zi cu zi, felurite dialecte arabe.
În afara țărilor menționate, araba este folosită ca limbă de cult peste tot unde a însoțit islamul: în Asia Centrală, China de Vest, Turcia, Iranul, Afganistanul, India, Pakistanul, Bangladesh, Indonezia, Malaysia, Filipine, Africa Centrală și Orientală, în unele părți din Europa (cu precădere, Peninsula Balcanică) etc.

## Litere arabe
Toate literele arabe variază în propoziții.La literele de mai jos sunt semnele principale(cele care au liniuțe punctate nu au semn principal).

### Caractere latine

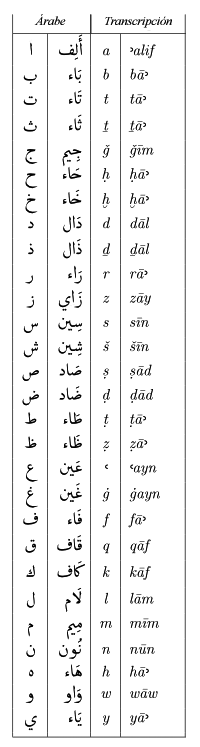
Alfabetul arab

| Caracter latin | Caracter arab |
| -------------- | ------------- |
| A,a            | أ             |
| B,b            | ب             |
| C,c            | چ             |
| D.d            | د, ذ, ض       |
| E,e            | ھ             |
| F,f            | ف             |
| G,g            | ج             |
| H,h            | ح, ه, خ       |
| I,i            | ی             |
| J,j            | ج             |
| K,k            | ك             |
| L,l            | ل             |
| M,m            | م             |
| N,n            | ن             |
| O,o            | ئ             |
| P,p            | پ             |
| Q,q            | ق             |
| R,r            | ر             |
| S,s            | ص, س          |
| T,t            | ت, ط          |
| U,u            | ک             |
| V,v            | گ             |
| W,w            | و             |
| X,x            | ڈ             |
| Y,y            | ے٫ي           |
| Z,z            | ز, ظ          |

| Caracter românesc | Caracter arab |
| ----------------- | ------------- |
| Ă,ă               | موهوب         |
| Â,â               | لھا           |
| Î,î               | لها           |
| Ș,ș               | و             |
| Ț,ț               | ڑ             |

## Cifre arabe
| Cifre latine | Cifre arabe |
| ------------ | ----------- |
| 0            | ٠           |
| 1            | ١           |
| 2            | ٢           |
| 3            | ٣           |
| 4            | ۴           |
| 5            | ٥           |
| 6            | ۶           |
| 7            | ٧           |
| 8            | ٨           |
| 9            | ٩           |